# Piaggione
Piaggione è una frazione del comune di Lucca, nota per la presenza in passato di una fabbrica di filati cotonieri che è stato il motivo fondante del paese e delle sue infrastrutture.
Il nome Piaggione deriva dal termine 'spiaggione' poiché è adagiato sulla riva del fiume Serchio, principale corso d'acqua della Lucchesia.
La sua caratteristica migliore, il paesaggio, è meno nota ma di grande bellezza.
La caratteristica del paese è quella di essere nato intorno all'industria che lo rese a suo tempo innovativo in senso urbanistico. Piaggione è uno dei pochi paesi ad avere una data di battesimo precisa in quanto luogo nato da un progetto ben definito.
All'epoca si sfruttava ancora la forza motrice dell'acqua, che si trasformò ben presto in energia elettrica, grazie alla centrale idroelettrica presente nella fabbrica.
In tempi recenti, il complesso cotoniero è stato riqualificato. La centrale idroelettrica che forniva energia alla fabbrica è stata completamente ristrutturata, così come la presa idrica, e produce ora elettricità immessa nella rete elettrica nazionale.
Fino al 2002 era attiva a Piaggione l'omonima fermata sulla ferrovia Lucca-Aulla.